# Pliomelaena exilis
Pliomelaena exilis är en tvåvingeart som beskrevs av Munro 1947. Pliomelaena exilis ingår i släktet Pliomelaena och familjen borrflugor.
Artens utbredningsområde är Zimbabwe. Inga underarter finns listade i Catalogue of Life.